# David Jonason

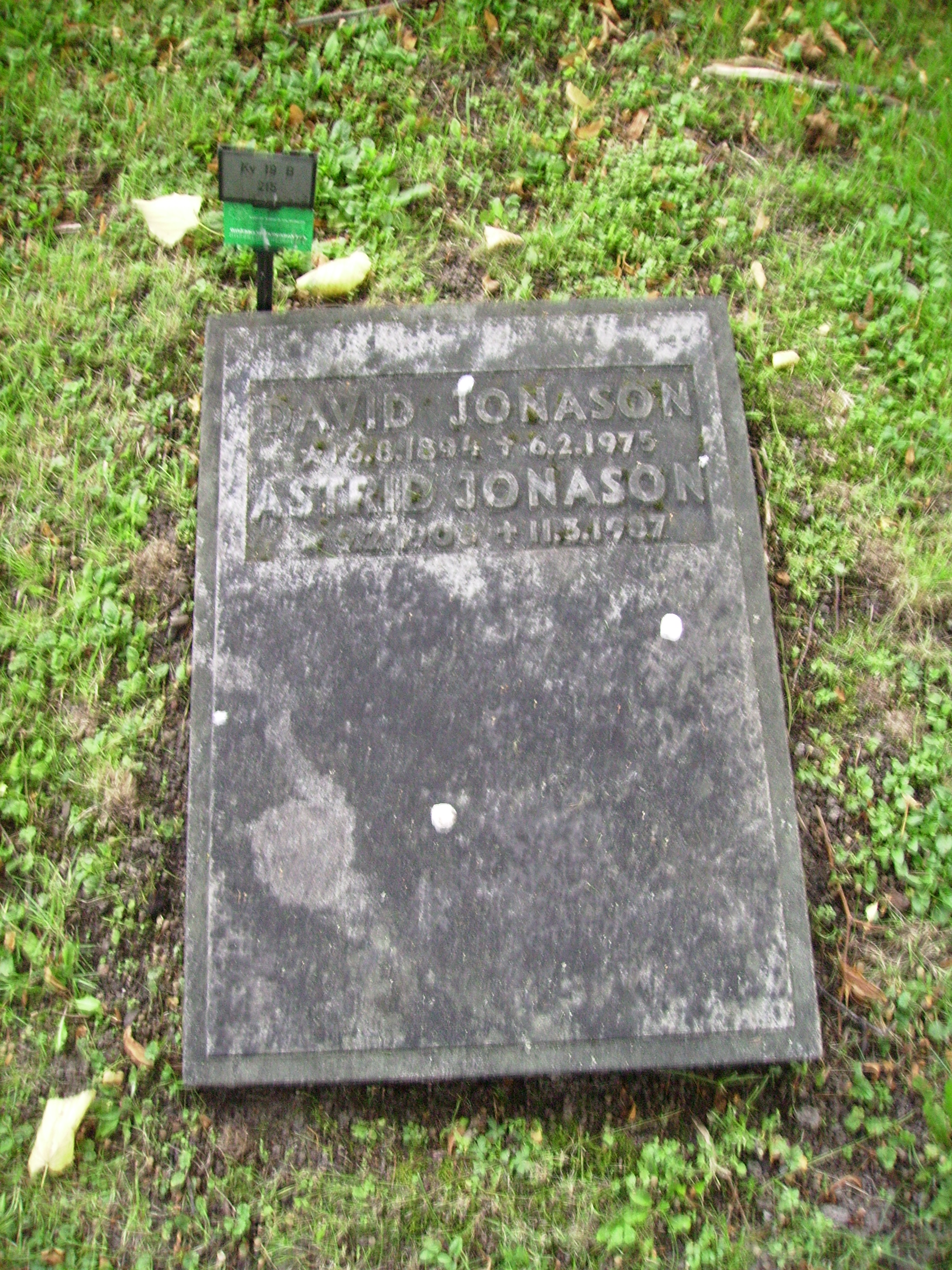
David Jonasons gravvård på Norra begravningsplatsen i Stockholm.

Axel David Jonason, född 16 augusti 1894 i Västerviks församling, Kalmar län, död 6 februari 1975 i Västerleds församling i Stockholm, var en känd svensk sportjournalist och författare av sport- och friluftslitteratur. 

## Biografi
Jonason gjorde sig mest känd som ”Mr Jones”, en pseudonym under vilken han skapade sportjournalistik av engelskt snitt med ett kort och spänstigt språk, och en elegant och träffsäker humor.
År 1916 blev Jonason chef för Dagens Nyheters sportredaktion och i januari 1920 införde han i tidningen den första dagligen återkommande sportsidan i svensk press. Han har också tagit initiativet till flera betydelsefulla tävlingar och klubbar, exempelvis Sportjournalisternas Klubb och delvis också Svenska Iglooklubben. 1919 arrangerade han de första flyguppvisningarna i Sverige inför betalande publik på Ladugårdsgärde med de österrikiska stridspiloterna Edmund Sparmann och Max Perini. 1934 tillkom Simborgarmärket på Jonasons initiativ.
Jonason utövade själv aktivt flera idrotter, framför allt fotboll, tennis och fjällsport, där han bland annat deltog i de flesta av Skidfrämjandets iglooexpeditioner. Som fotbollsspelare vann han 5 DM med IFK Västerås samt Mellansvenska serien 1912–1913, Sveriges då näst högsta serie efter Svenska serien. 1918 spelade han SM-semifinal i fotboll för Mariebergs IK och i fotbollslandslaget mot Finland 1919 spelade han centerforward. I tennis vann han 1931 och 1933 DM i dubbel.
David Jonason gifte sig första gången 1920 med Elsa Danielson (1889–1925), dotter till pastor Aron Danielson och Gerda Tenow. De fick sonen Anders Jonason (1925–1993), som också blev journalist.
Andra gången var han gift 1926–1938 med matskribenten Märta Zätterström (1884–1970), dotter till skeppsredaren Teodor Traung och Elin Tenow.
Tredje gången gifte han sig 1938 med Astrid Hesselman (1908–1987), dotter till civilingenjören Jonas Hesselman och Anna Strandell. De fick sonen Lars Gunnar (född 1946).